# Občina Borovnica
Občina Borovnica je ena od občin v Republiki Sloveniji z okoli 4.600 prebivalci in središčem v Borovnici. Občina je nastala z izločitvijo iz nekdanje občine Vrhnika. Poleg nje meji še na Občino Brezovica na svoji vzhodni meji, na jugu pa na Občino Cerknica.

## Naselja v občini
Borovnica, Breg pri Borovnici, Brezovica pri Borovnici, Dol pri Borovnici, Dražica, Laze pri Borovnici, Lašče, Niževec, Ohonica, Pako, Pristava, Zabočevo

## Prebivalstvo
Ob popisu leta 2001 je bila slovenščina materni jezik 3346 (87,1 %) občanom, hrvaščina  152 (3,9 %) osebam, srbohrvaščina  112 (2,9 %) osebam, srbščina pa 90 (2,3 %) osebam. Neznano je za 60 (1,5)% oseb. 2315 ali 60,3 % je rimokatoličanov.